# Browns Mountain
La Browns Mountain (o Brown's Mountain), è una piccola montagna sottomarina che si trova nell'Oceano Pacifico sudoccidentale, circa 38 km al largo delle coste del Nuovo Galles del Sud, nell'Australia, una cinquantina di chilometri a est della città di Sydney. 
Le acque attorno al seamount hanno una profondità di circa 600 m, mentre la montagna stessa si innalza di 133 m rispetto al fondale.
È un posto popolare per la pesca commerciale e amatoriale.
Deriva il nome da Ernie Brown, un popolare pescatore di Sidney che la scoprì.